# Niewolnictwo na Malcie

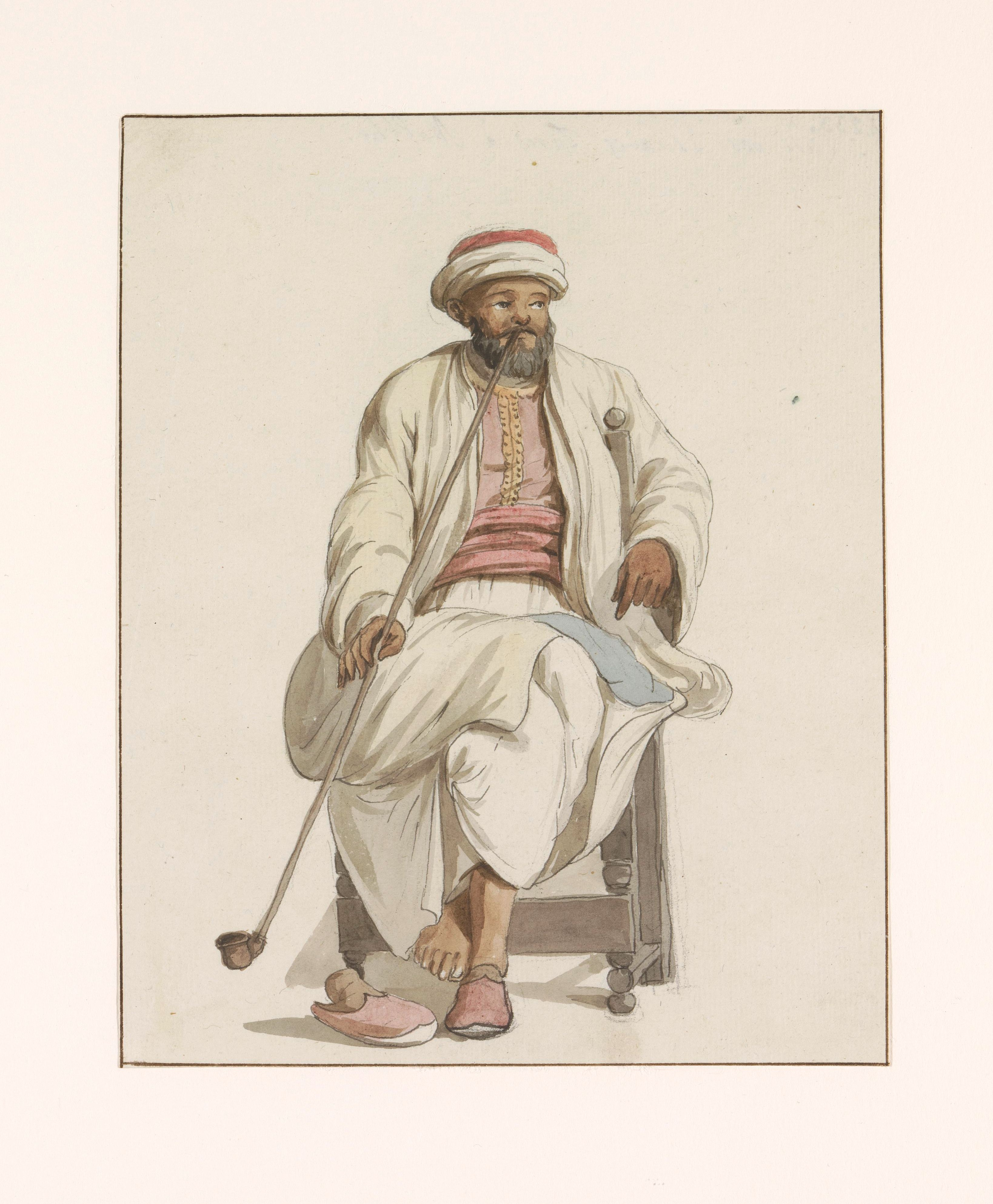
Kadi – turecki niewolnik na Malcie; obraz Abrahama Louisa Rodolphe Ducrosa (1778)

Niewolnictwo na Malcie istniało oficjalnie od starożytności aż do okresu nowożytnego, tak jak miało to miejsce w wielu krajach wokół Morza Śródziemnego. System osiągnął swój szczyt pod rządami joannitów, kiedy przybrał bezprecedensowe rozmiary, głównie po to, aby zapewnić galerników dla galer Zakonu, ale także dla innych krajów chrześcijańskich. Naloty handlowe, które były podstawą ekonomicznego systemu militarnego rycerzy-zakonników, pomogły w utrzymaniu tego systemu, częściowo poprzez stworzenie popytu na niewolników do utrzymania floty wojskowej, ale także z powodu napływu muzułmańskich jeńców po wygranych bitwach. W ten sposób Malta stała się centrum niewolnictwa w chrześcijańskiej Europie. Niewolnictwo zostało zniesione na Malcie przez Napoleona Bonapartego podczas jego inwazji na archipelag maltański 16 czerwca 1798.

## Okres przed 1530
Niewolnictwo na Malcie zaczęło się już w czasach starożytnych. Wszystkie kolejne mocarstwa na archipelagu wykorzystywały niewolniczą siłę roboczą, od Rzymian po Bizantyńczyków, Arabów, Sycylijczyków, aż do rycerzy szpitalników Zakonu Maltańskiego.
Pod koniec średniowiecza piraci, Genueńczycy i Maltańczycy dodawali jeńców do swoich łupów, ludzie ci często byli czarnymi niewolnikami z Afryki. Ten rodzaj bandytyzmu był praktykowany na całym wybrzeżu Morza Śródziemnego.
Dokumenty maltańskie donoszą o obecności niewolników domowych w XIII i XIV wieku. Na przykład grecka niewolnica Catherina została wyzwolona na mocy oficjalnego dekretu datowanego 23 stycznia 1324. Jednak wydaje się, że przed 1530 większość niewolników domowych stanowili czarni Afrykanie, schwytani przez mieszkańców północnej Afryki na południowej granicy ich terytoriów. Pod koniec XV w. takich niewolników spotyka się u bogatych rodzin Mdiny, ale także na wsi i na Gozo, na przykład kiedy ksiądz Pietru Mannara sprzedał swoją niewolnicę Ferhę rodakowi. Wydaje się, że zwykłą praktyką był chrzest niewolników po przybyciu na wyspę.
W aktach urzędowych niewolników określano zgodnie z ich rolą, pochodzeniem lub religią. Mogli więc być określani jako casanaticii (niewolnicy domowi) lub scavi ad usum maghazeni; ethiopes, sylvestri, mauri, greci; lub saraceni, christiani czy też judei. Poza pracami domowymi moli być również zatrudniani do prac budowlanych lub ogrodniczych.
Wyzwolenie była stosunkowo powszechną praktyką, prawdopodobnie zależną od relacji międzyludzkich. Wyzwolony niewolnik zwykle przybierał imię swojego byłego pana, dodając znak pochodzenia, aby uniknąć jakiejkolwiek dwuznaczności: na przykład należy rozumieć, że Franciscus de Vaccaro został wyzwolony przez rodzinę Vaccaro, lub Giorgius de Mazarra przez rodzinę Mazarra.

## Dane demograficzne niewolników

### Ilość niewolników
Poniższe dane są w dużej mierze zaczerpnięte z pracy Anne Brogini:
| Rok  | Ilość niewolników | Populacja Malty | Relacja niewolnicy/mieszkańcy |
| ---- | ----------------- | --------------- | ----------------------------- |
| 1548 | poniżej 400       | 20 000          | 2%                            |
| 1569 | około 400         | 11 970          | 3.3%                          |
| 1575 | 400               | około 16000     | 2.5%                          |
| 1582 | 800               | 22000           | 3.6%                          |
| 1590 | 1405              | 32 310          | 4.3%                          |
| 1599 | około 1800        | około 21 000    | 8.5%                          |
| 1632 | 2046              | 43 000          | 4.7%                          |
| 1669 | 2390              | około 40 000    | 5.9%                          |
| 1710 | 3000              | około 50 000    | 6%                            |
| 1741 | 2500              | około 60 000    | 4.2%                          |
| 1769 | 2500              | około 70 000    | 3.5%                          |
| 1798 | około 2000        | około 100 000   | 2%                            |

### Płeć i wiek
Większość niewolników pracujących na Malcie stanowili mężczyźni, którzy potrafili poradzić sobie z ekstremalnym obciążeniem na galerach. W czasach inkwizycji na Malcie tylko 10% niewolników stanowiły kobiety, które pracowały głównie przy pracach domowych. Jednak kobiety i dzieci mogły być ofiarami najazdów na wybrzeża Maghrebu.
Dokładny wiek niewolników jest rzadko znany, poza tymi zarejestrowanymi w czasach inkwizycji na Malcie. Seria badań z XVII wieku określiła średni wiek na 31 lat.

### Pochodzenie niewolników

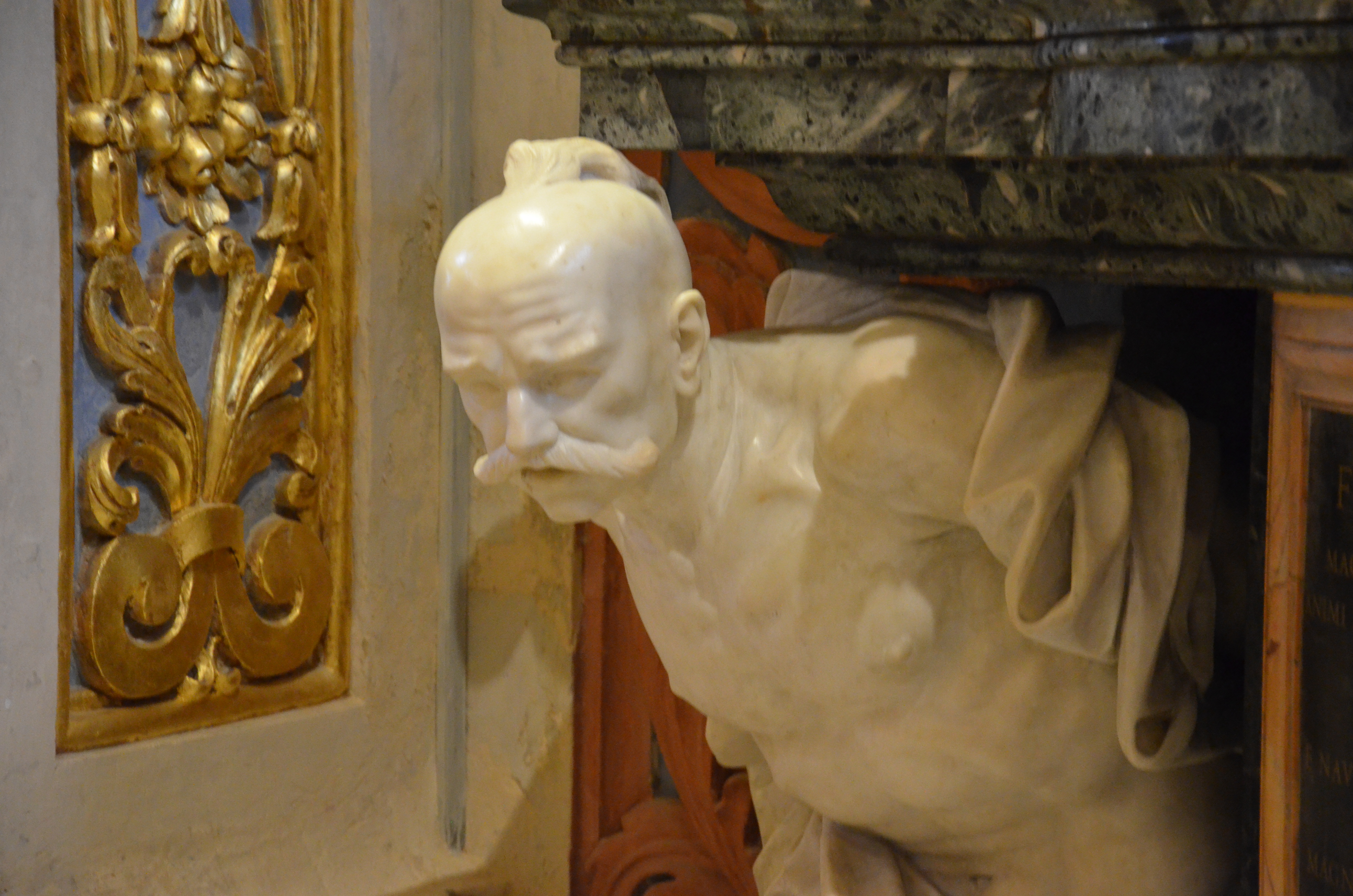
Figura osmańskiego niewolnika na pomniku nagrobnym Nicolasa Cotonera w konkatedrze św. Jana w Valletcie na Malcie

Około 80% niewolników stanowili muzułmanie lub Żydzi. Często byli pojmani przez Zakon podczas konfliktów zbrojnych, a później podczas najazdów piratów. Muzułmańskimi niewolnikami byli w większości Turcy, Maurowie lub piraci berberyjscy – podobnie jak ograniczona liczba Afrykańczyków z Afryki Subsaharyjskiej. Żydzi pochodzili z Lewantu, Wysp Egejskich, Rodos, Krety lub Wenecji.
Około 20% stanowili chrześcijanie, którzy przybyli z Grecji, Bliskiego Wschodu lub Europy Środkowej i mogli być już niewolnikami w momencie ich schwytania. Musieli udowodnić swoją religię, zanim zostali uwolnieni z niewoli, ale mogli też pozostać niewolnikami. Z biegiem czasu i zgodnie z potrzebami również Grecy bywali pojmani i przetrzymywani w niewoli jako „schizmatycy” lub pod pretekstem, że będą handlować z Turkami.
W tej grupie znaleźli się również nowi konwertyci – byli muzułmanie (nie zostali wyzwoleni za nawrócenie), a także renegaci, którzy porzucili katolicyzm.

### Po przybyciu

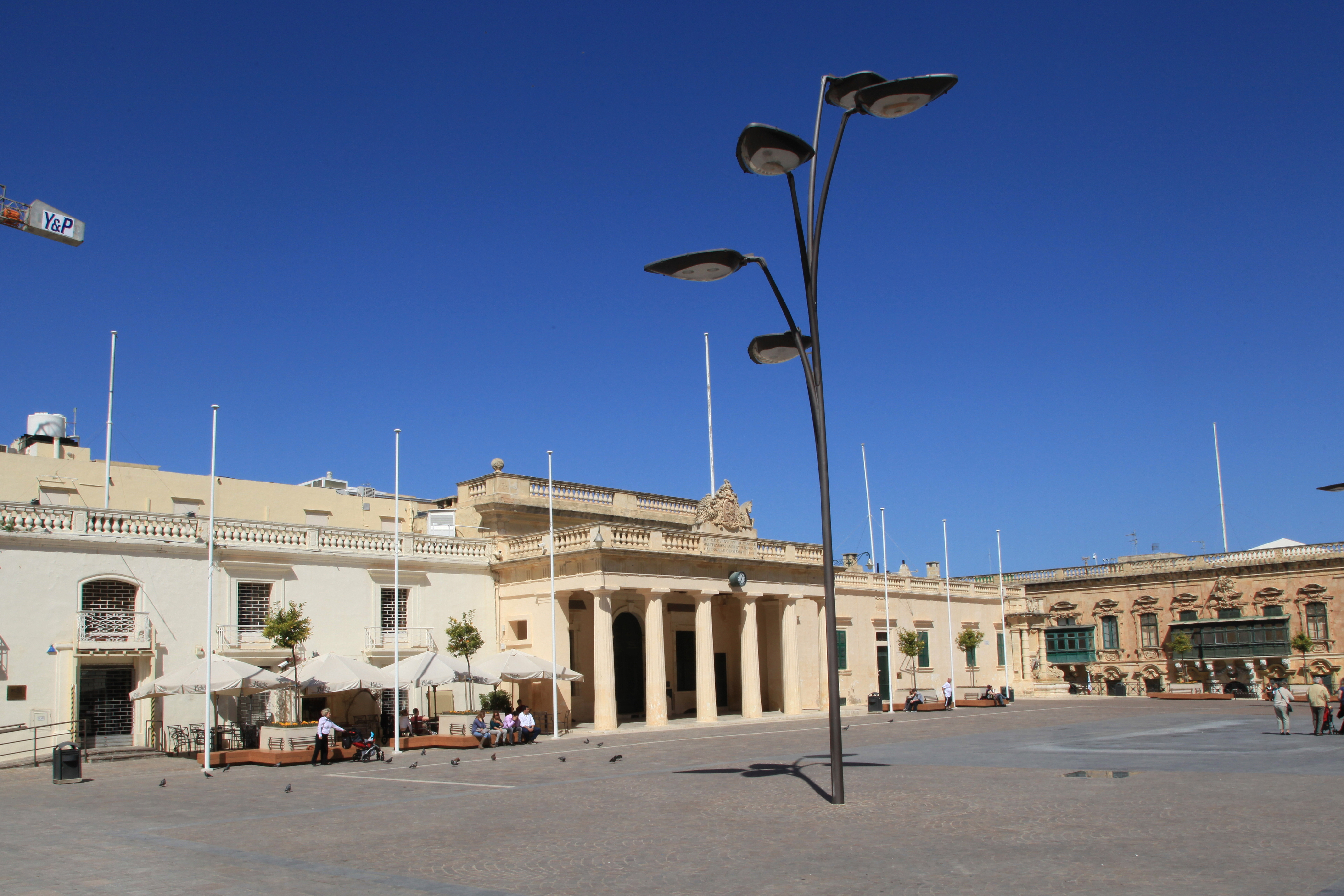
Saint George's Square (Misraħ San Ġorġ) w Valletcie, dawny targ niewolników

Jak wszyscy podróżnicy przybywający z morza, jeńcy spędzali kwarantannę na statku lub w Lazzaretto na wyspie Manoela. Następnie klasyfikowano ich według płci, wieku, siły, a wszystkie te cechy wliczały się do ich wartości rynkowej. Jeśli niewolnicy zostali schwytani przez statek należący do Zakonu, rycerze decydowali o ich przeznaczeniu: galerach, służbie domowej, prezentach lub sprzedaży. Gdy zostali schwytani przez licencjonowany statek, kapitan mógł zapłacić Zakonowi określony procent przed sprzedażą za swoją cenę. Niewolnik był uważany za całkowitą własność jego właściciela.
Ci, którzy jeszcze nie znaleźli ostatecznego właściciela, byli zabierani na publiczny targ niewolników w Valletcie, znajdujący się na placu San Giorgio (obecnie znanym jako Misraħ San Ġorġ).
Na przykład około 1660 dostarczono ponad 700 niewolników, z których 538 zostało szybko sprzedanych za średnią cenę 142 maltańskich écus lub scudi za mężczyznę i 159 écus za kobietę. Ceny wzrastały aż do początku XVIII wieku, po czym ustabilizowały się wraz ze spadkiem popytu, w szczególności wraz z dalszym odchodzeniem od używania galer przez wielkie mocarstwa (np. około 1750 przez marynarkę francuską), nawet jeśli ich użytkowanie było kontynuowane na Malcie.

### Różne przeznaczenie
Zdecydowana większość niewolników była własnością Zakonu. Dzielili się oni na wiele typów, z których najsilniejsi przeznaczeni byli do pracy na galerach, podczas gdy inni pozostawali na lądzie i pracowali w służbie domowej, jako służba rycerska, kucharze i robotnicy.
Utrzymywało się również niewolnictwo prywatne, w którym każdy wolny człowiek mógł kupić niewolnika na targu. Ci niewolnicy byli przeznaczeni do prac domowych lub rolniczych. Ta forma prywatnej niewoli była ograniczona przez Zakon (około 200 niewolników w całym okresie).
Niewolnicy na Malcie byli całkowicie uprzedmiotowieni, zostali zamienieni w przedmioty nadające się do sprzedaży, zgodnie z kodeksem karnym z 1724.

## Rządy Zakonu Maltańskiego
W XVIII wieku na Malcie było wiele muzułmańskich niewolnic. Wygląda na to, że nie były one przestraszone swoim statusem niewolnicy, a niektórzy z nich otwarcie kłóciły się lub obrażały Maltanki, w tym własne właścicielki.

### Bunty

#### Bunt w 1531
Dnia 29 czerwca 1531 Zakon był na Malcie zaledwie od miesiąca. Szesnastu niewolników sforsowało mury fortu Saint Angelo, a następnie otworzyło drzwi więzień i zabiło strażników. Po krótkiej walce dwaj przywódcy zbiegów, Cara Saïm i Cara Mustafa zostali zabici, a ich ciała pozostawione na pikach przy wejściu do Grand Harbour na skrawku ziemi znanym od tamtej pory jako Punta delle Forche lub Gallow's Point, gdzie Fort Ricasoli został później zbudowany. Zakon zdecydował o budowie więzienia dla niewolników w 1531. Pamięć o tym wydarzeniu mogła wśród nich pozostać, ponieważ byli szczególnie obserwowani w dniu rocznicy buntu. O tym buncie nie ma wzmianki w archiwach Zakonu, a jego autentyczność jest kwestionowana. Jest znany tylko z pism Giacomo Bosio.

#### Bunt 1596
Druga znana rewolta miała miejsce w lutym 1596 i została odkryta dopiero niedawno, ponieważ była prawie całkowicie ukryta w archiwach. Kilku niewolników nagle odmówiło powrotu do swoich więzień w Valletcie i Città Vittoriosa. Udało im się przejąć klucze do bramy Valletty i uciekli, pozostawiając na noc otwartą bramę miasta. Dotarli do terenów wiejskich, gdzie przez kilka dni włóczyli się w poszukiwaniu statku, którym mogliby uciec z wyspy, próbując zebrać niewolników, których spotkali po drodze. Ostatecznie uciekinierzy zostali złapani i skazani.
Ten incydent wywołał gniew Zakonu, nie tylko z powodu naruszenia bezpieczeństwa w więzieniach, ale jeszcze bardziej z powodu nocnego otwarcia bramy miasta. Ten epizod był traumatyczny, ponieważ pokazał podatność wyspy na zorganizowany atak osmański, który był obsesją Rycerzy od czasów Wielkiego Oblężenia w 1565. Również pokazał możliwe problemy z bezpieczeństwem wyspy związane z rosnącą liczbą niewolników mieszkających na wyspie, którzy, biorąc pod uwagę ich potencjalne wsparcie dla napastników, byli „koniem trojańskim” dla Zakonu. Spisek z 1749 roku udowodnił realność tego zagrożenia.
Wielki mistrz Martin Garzes natychmiast nakazał wzmóc nadzór nad więzieniami. Od 1602 jego następca Alof de Wignacourt promował nowe przepisy dotyczące zarządzania niewolnikami na Malcie. Od tego momentu niewolnicy nie mogli zajmować się płatną działalnością ani handlować, z wyjątkiem niewielkich kwot pod bezpośrednim nadzorem Zakonu. Niewolnicy również nie mogli wynajmować mieszkań. Ten przepis obowiązywał z kilkoma modyfikacjami przez cały XVII wiek.

### Bunt w 1749

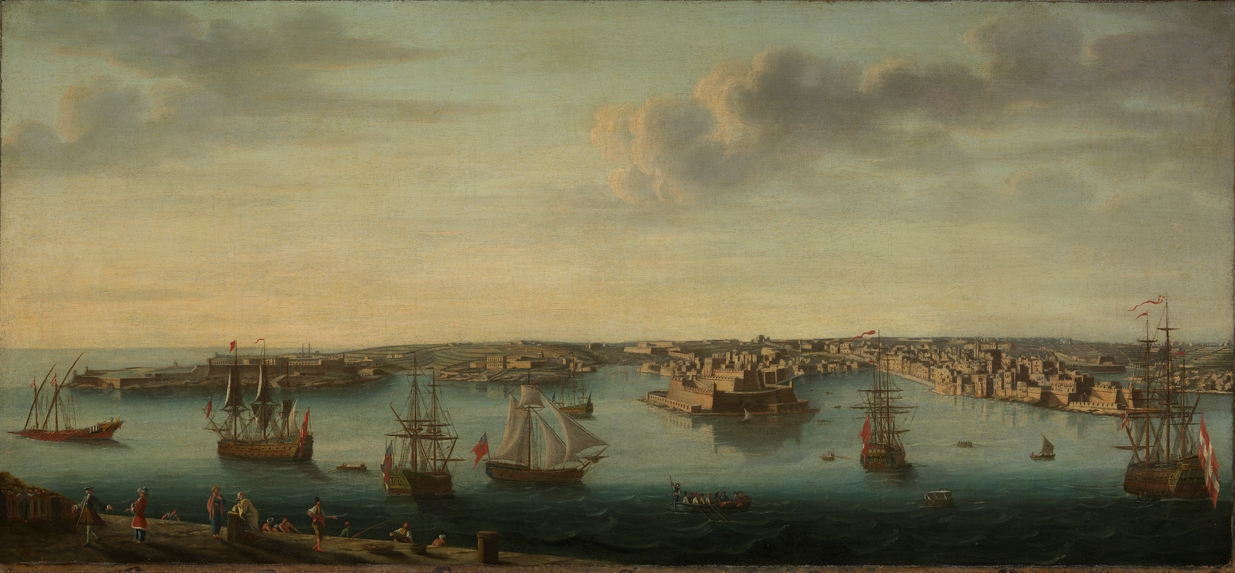
Port Valletta około 1750

W 1749 został uknuty przez paszę prowincji na Rodos, który został schwytany przez Zakon po buncie na swoich galerach, niezwykły spisek mający na celu przejęcie władzy na Malcie przez niewolników. Dzięki wielkiej swobodzie, jaką uzyskał na Malcie, udało mu się zgromadzić wielu muzułmańskich niewolników wokół spisku mającego na celu zamordowanie podczas święta religijnego wielkiego mistrza Manuela Pinto i wielu rycerzy. Spisek został odkryty przed jego rozpoczęciem zaplanowanym na 22 czerwca 1749. Osądzono i stracono ponad 200 niewolników, w tym pokojówkę wielkiego mistrza. Pasza został odesłany z powrotem do Konstantynopola. Nadzór nad niewolnikami został dodatkowo wzmocniony.

### Zniesienie
Niewolnictwo zostało zniesione przez Napoleona Bonaparte po zajęciu Malty w 1798.